# The Mowgli's
The Mowgli's e uma banda americana de rock alternativo, situada em Los Angeles, Califórnia.

## Formação da Banda
Colin Dieden, Dave Appelbaum, Spencer Trent e Andy Warren eram todos amigos de escola, juntara se a eles Katie Earl, uma amiga de infância de alguns dos companheiros de banda.
No final de 2009, Michael Vincze conheceu Colin Dieden, que tinha se mudado recentemente de Kansas City, em uma festa. Mais tarde, os dois escreveram uma das primeiras músicas, ''The Great Divide".
Foi durante uma viagem improvisada para San Francisco que Michael Vincze e Colin Dieden escreveram a música "San Francisco". A versão inicial foi escrito em uma noite em um quarto de hotel, que a banda estava hospedada.
Durante os próximos meses, eles recrutaram mais músicos. A banda aumentou para dez membros. Josh Hogan, ex membro da L.A. group Panamerica, juntou-se depois de uma apresentação.
O nome da banda, e o nome de um cão de um ex-membro da banda, nome que veio de um personagem do livro ''The Jungle Book'' de Rudyard Kipling's.
Quatro membros são de Calabasas, Los Angeles. Colin Dieden é de Kansas City, Josh Hogan é de Oklahoma City, e Spencer Trent é de Nashville.
Josh Hogan e Katie Earl, anunciaram o noivado em 7 de outubro de 2016. Katie anunciou o noivado via Twtter. 

## O Início

### 2010: Início
A banda lançou a primeira música em Março de 2010, para download gratuito através thecollectiveca.com e bandcamp. As demos de "San Francisco", "The Great Divide", "Time", "Ive Been Around" e "Waiting For The Dawn". Essas demos foram gravadas em Woodland Hills. Em 2010,a banda começou uma série de eventos chamada "manifestivals", com bandas, artistas e amigos do cenário alternativo.

### 2011–2012:Sound the Drum
No dia 1 de Maio, de 2012, de forma independente, lançou seu LP,  ''Sound the Drum''. O único single "San Francisco"  atingiu o   91° Lugar no CMJ Charts. Steven Spoerl do PopMatters deu ao álbum 7/10, chamou sua música de uma "deliciosa mistura de verão costeira, powerpop e dicas de folk-rock", mas comentando que o álbum começou a "desacelerar no fim" e que a música da banda pode se beneficiar de menos lançamentos.
No dia 5 de outubro de 2012, a banda lançou o extended play  ''Love's Not Dead'', a canção "San Francisco" se torna o single da semana no Itunes. A banda apresentou a música no The Tonight Show Com Jay Leno em 17 de novembro de 2012. "San Francisco" ficou em 11° Lugar na Alternative Music Charts e atingiu o 3° na AAA Charts. A canção foi tema para o San Francisco Giants World Series-winning run. A banda também cantou a música no programa Jimmy Kimmel Live em fevereiro de 2013, e no Conan em 24 de Maio de 2013.
Spencer Trent foi substituído na bateria por Andy Warren. Trent se tornou percussionista e segundo teclado, eventualmente, na guitarra. Em meados de outubro, O San Francisco Giants começou a tocar a canção "San Francisco" durante os jogos e usá-lo em alguns de seus vídeos. A música fez parte do tema na World Series em 2012, contra o Detroit Tigers.
A Música também fez parte de vários filmes indies, TV  e jogos eletrônicos, incluindo a gravação de uma versão de "San Francisco" para o jogo ''The Sims''.

### 2013-2014:Waiting for the Dawn
Em abril 27, 2013 a música "San Francisco" ficou em 1° Lugar na Sirius Alt 18, e pouco depois atingiu  o 1 º lugar na Alt Nation  por 2 semanas. A música ficou em 11° Lugar na Alternative Charts  e 4° Lugar no AAA Charts, onde ele era o número 9 no geral para o ano.
A banda percorreu os Estados Unidos 3 vezes, tocaram nos festivais: Bonnaroo, Lollapalooza, Bunberry Festival, Summerfest, Center of the Universe, Hangout Festival, Bumbershoot, Loufest, Cultivate Chicago, Taste Chicago, Music Midtown Atlanta e Austin City Limits.
Durante o 2º fim de semana de ACL, o festival foi cancelado devido à chuva, e a banda apresentou um show gratuito no improviso, no Austin Front Steps Homeless Shelte, gerando a maior em um único dia de doações que o abrigo tinha visto.
Waiting For The Dawn, foi lançado 18 de junho de 2013. O álbum contém a canção ''Love's Not Dead'', algumas faixas de ''Sound The Drum'' e 4 novas faixas. O LP, que estreou em 31° Lugar no Top Rock Albums , 109° Lugar na Billboard 200, vendendo mais de 4.000 cópias em sua semana de estreia. A banda estreou o segundo single "The Great Divide" no The Tonight Show Com Jay Leno  no dia 20 de junho, 2013.
Eles embarcaram em uma turnê com a banda Walk the Moon, em outubro uma nova turnê no país, com o apoio de American Authors, Royal Teeth, The Rocketboys, X-Ambassadors, Blondfire, Kopecky Family Band,e  Hunter Hunted. 
A banda gravou uma nova música "Your Friend" para o filme Earth to Echo. 
A canção "Say It, Just Say I" foi usada no filme Blended.
Em fevereiro de 2014 Michael Vincze anunciou que ele ia deixar a banda, para seguir com a carreira solo. Spencer Trent se mudou para a guitarra e vocais.
Além de aparecer em Wakarusa, Firefly, Riverfest e Osheaga, a banda também fez dois shows em Los Angeles, em julho executou o Hino Nacional no at&T Park, em San Francisco. A banda embarcou em uma nova turnê nacional com as bandas; American Authors, Echosmith e Oh Honey.

### 2014-2015:Kids in Love

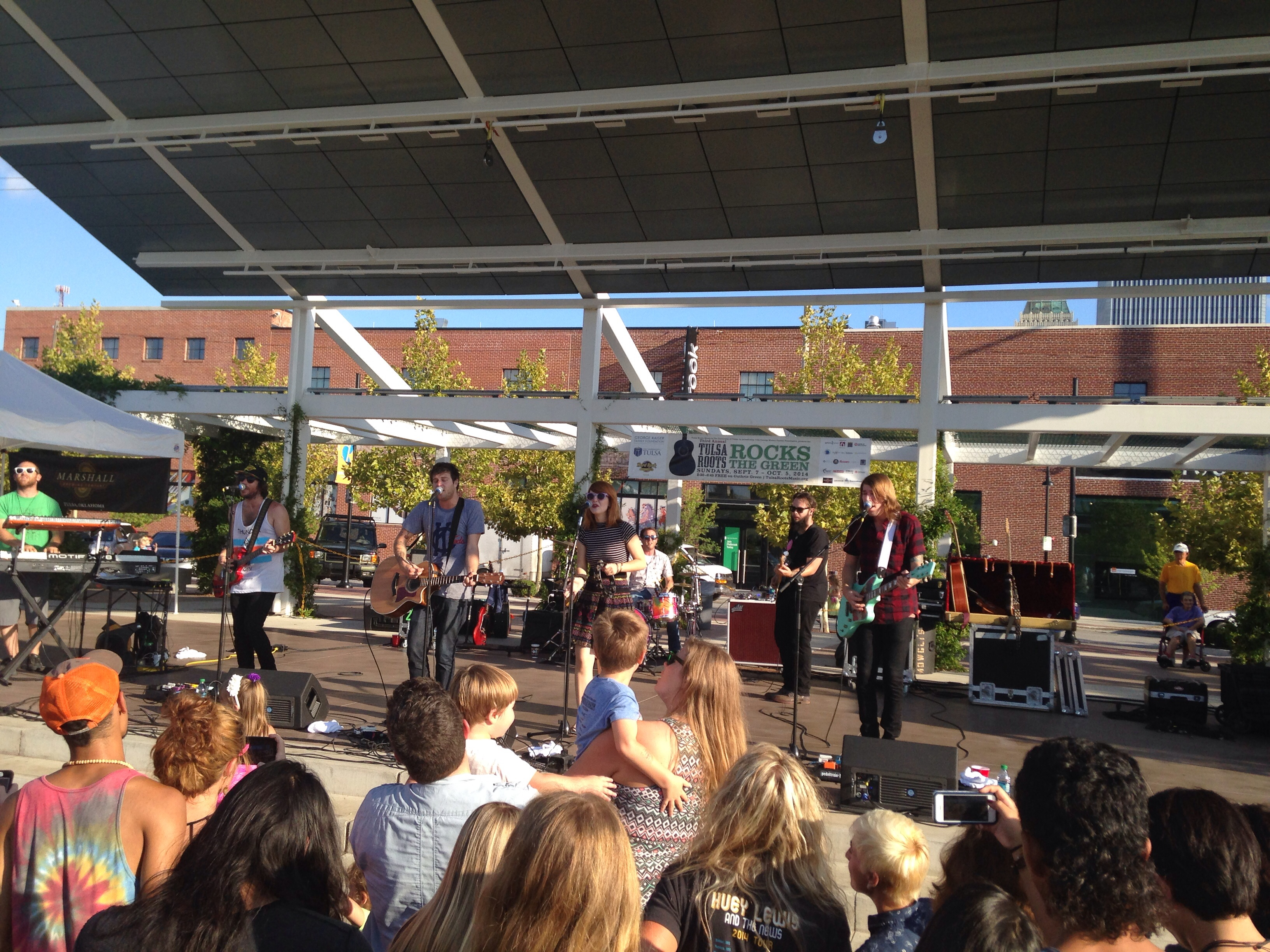
Apresentação em Guthrie Green, na de cidade Tulsa, em 7 de setembro de 2014

Retornando a Las Vegas, A banda gravou novas canções, contou com a colaboração de Captain Cuts e Matt Radosevich. Durante uma visita a uma rádio na Cidade de Kansas, Dieden anunciou que o novo LP seria intitulado Kids in Kove e tocou a música "Through The Dark" ao vivo no ar.
Após a veiculação no rádio e nas redes sociais, a canção foi lançada oficialmente no iTunes em 15 de dezembro de 2014.
Em 3 de fevereiro de 2015, a banda lançou o single ''I'm Good". A gravação para o clipe ocorreu em um lugar perto do Joshua Tree National Park, no deserto da Califórnia.
Todo o álbum foi lançado no iTunes no dia 14 de abril de 2015, a banda começou uma turnê que contou o de apoio das bandas Hippo Campus e Night Riots. A banda cantou em vários festivais durante o início do verão, nas cidades de Chicago, Washington DC e Norfolk.
A banda apoiou o The International Rescue Committee durante sua turnê de outono, lançando a canção "Room For All Of Us" para uma  instituição de caridade.

### 2016:Where'd Your Weekend Go?
Em Março de 2016, a banda começou a trabalhar no seu terceiro LP, trabalhando com o produtor Mike Green (All Time Low, Paramore). O guitarrista Spencer Trent deixou a banda no meio de gravação para novos projetos. A banda anunciou planos para lançar o novo álbum no Outono, e inicialmente lançou a música "Freakin' Me Out", seguido por "Spacin Out". Posteriormente anunciou que o novo LP seria intitulado ''Where'd Your Weekend Go?''.
O LP foi lançado no dia 30 de setembro, enquanto a banda estava nem turnê com as bandas, Colony House e Dreamers.
No final de outubro de 2016 a banda lançou o single "Times Are Still Changing". A canção foi gravada e produzida anteriormente em 2016, por Marc Jordan (Bleached, The Cult, Gina And The Eastern Block), 
''Com a eleição nos Estados Unidos se aproximando temos uma responsabilidade, não só aqui nos Estados unidos, mas globalmente, é uma sensação muito importante para honrar a nossa democracia, usar nossas vozes e VOTAR! Como diz a música, os tempos estão mudando, e cabe a nós fazer essa mudança para melhor!" – Josh Hogan

## Discografia

### Álbuns
| Track list |
| --- |
| 1. "Hi Hey There Hello" – 3:25 2. "San Francisco" – 2:52 3. "Waiting for the Dawn" – 3:30 4. "Slowly, Slowly" – 4:04 5. "Time" – 3:29 6. "Gambler's Hall" – 3:14 7. "The Great Divide" – 3:05 8. "Ca$h" – 2:43 9. "Carry Your Will" – 4:12 10. "See I'm Alive" – 4:46 11. "I've Been Around" – 3:35 12. "Colin's Song" – 3:20 13. "Together (We Are One)" – 2:21 14. "We Are Free" – 6:29 |

| Track list |
| --- |
| 1. "San Francisco" – 2:52 2. "Slowly, Slowly" – 4:06 3. "Waiting for the Dawn" – 3:34 4. "Love Is Easy" – 4:08 5. "Clean Light" – 3:11 6. "Time" – 3:32 7. "Emily" – 3:33 8. "The Great Divide" – 3:06 9. "Say It, Just Say It" – 3:22 10. "Leave It Up to Me" – 3:27 11. "Carry Your Will" – 4:19 12. "Hi, Hey There, Hello" – 3:27 13. "We Are Free" – 6:29 |

| Track list |
| --- |
| 1. "You're Not Alone" – 3:21 2. "I'm Good" –2:46 3. "Bad Dream" – 3:07 4. "What's Going On" – 4:15 5. "Through the Dark" – 3:04 6. "Whatever Forever" – 3:13 7. "Make It Right" – 3:44 8. "Love Me Anyway" – 3:19 9. "Shake Me Up" – 3:29 10. "Home to You" – 3:13 11. "Kids in Love" – 3:12 12. "Sunlight" – 4:52 |

| Track list |
| --- |
| 1. "So What" – 3:10 2. "Spacin' Out" – 2:54 3. "Bad Thing" – 3:14 4. "Spiderweb" – 2:42 5. "Automatic" – 2:49 6. "Alone Sometimes" – 2:46 7. "Arms & Legs" – 2:04 8. "Freakin' Me Out" – 2:59 9. "Monster" – 3:00 10. "Last Forever" – 3:28 11. "Open Energy" – 4:03 |

| Track list                           |
| ------------------------------------ |
| 1. "Times Are Still Changing" – 3:27 |

### Extended plays
| Título | Extended play detalhes                                                                       | Gráfico posições | Listas de faixas |
| Título | Extended play detalhes                                                                       | NÓS Calor        | Listas de faixas |
| --- | -------------------------------------------------------------------------------------------- | ---------------- | --- |
| Love's Not Dead | - Lançamento: Outubro De 2012 - Legenda: Photo Finish Registros/Island Records - Formato: CD | 23               | \| Lista de faixas \| \| ---------------------------------------------------------------------------------------------------------------------------------------- \| \| 1. "San Francisco" – 4:03 2. "A Grande Divisão" – 2:43 3. "Tempo" – 3:22 4. "Devagar, Devagar" – 3:06 5. "Levar-Se A Tua Vontade" – 2:54 \| |
| Lista de faixas |                                                                                              |                  | |
| 1. "San Francisco" – 4:03 2. "A Grande Divisão" – 2:43 3. "Tempo" – 3:22 4. "Devagar, Devagar" – 3:06 5. "Levar-Se A Tua Vontade" – 2:54 |                                                                                              |                  | |